# Ruth Abernethy
Ruth Abernethy (Lindsay, Ontario, 1960) es una escultora canadiense. 

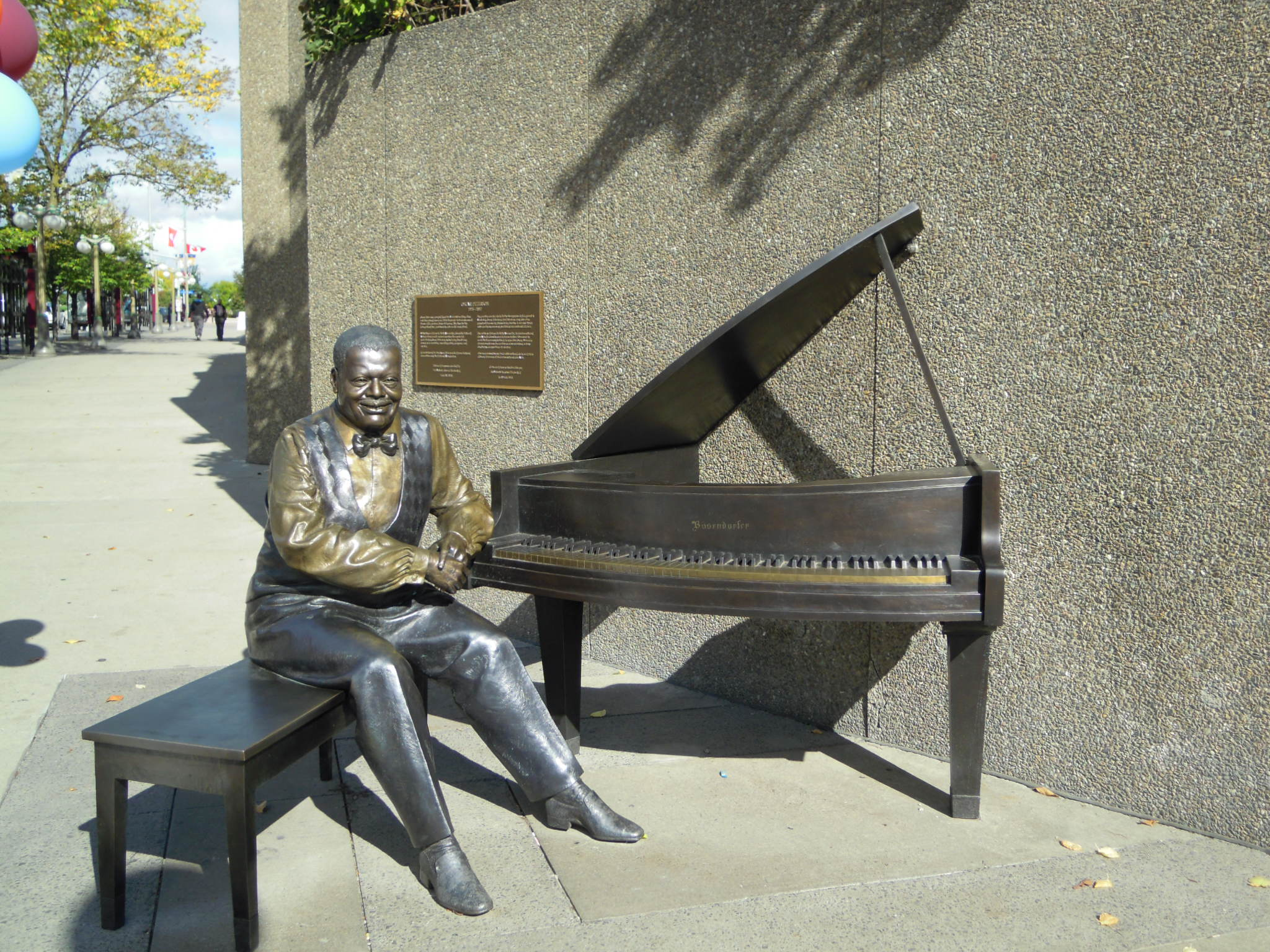
El músico de Jazz Oscar Peterson

## Obras

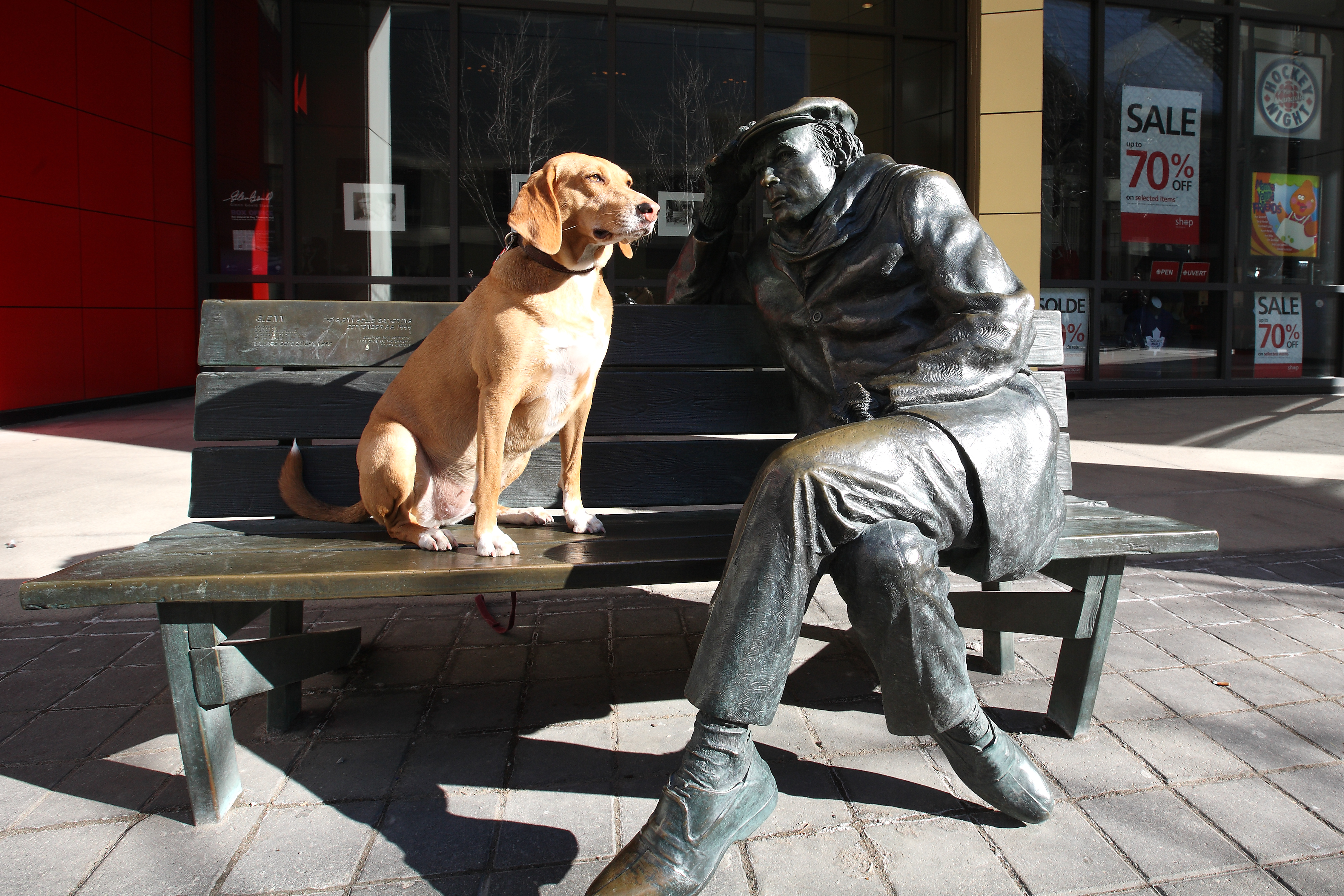
El pianista Glenn Gould

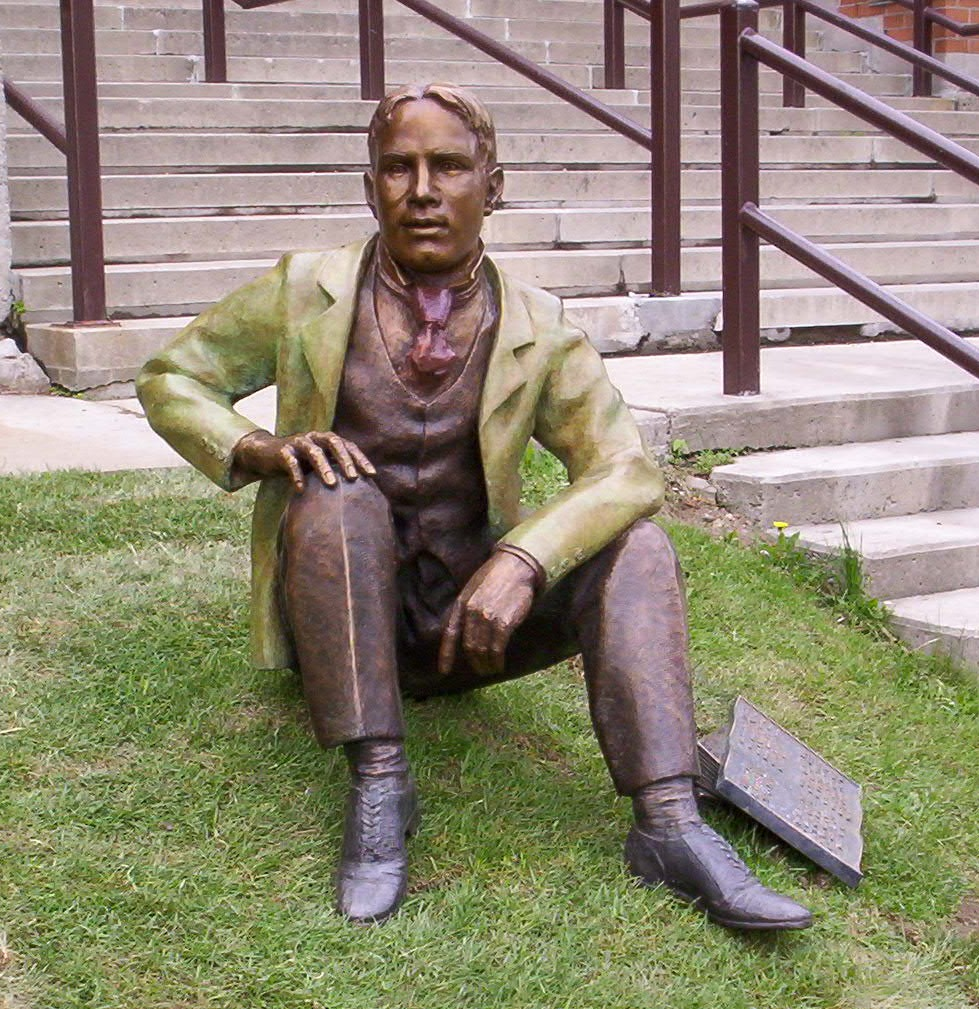
El primer ministro William Lyon Mackenzie King de joven

Entre las mejores y más conocidas obras de Ruth Abernethy se incluyen las siguientes:
- La estatua del músico de Jazz,  Oscar Peterson, instalada en Elgin Street en el National Arts Centre, Ottawa, Canadá. Inaugurada por la reina Isabel II del Reino Unido en junio de 2010.

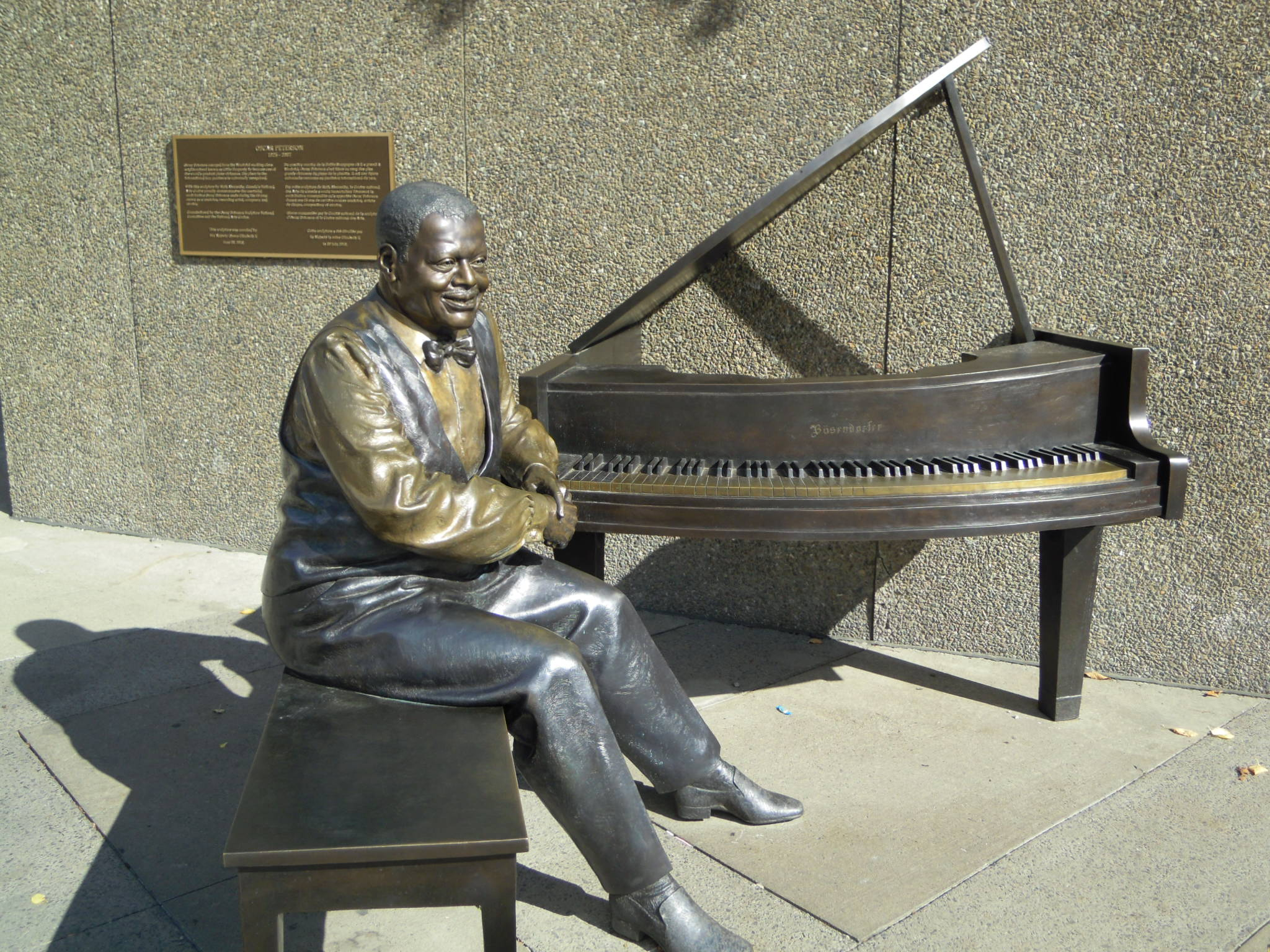
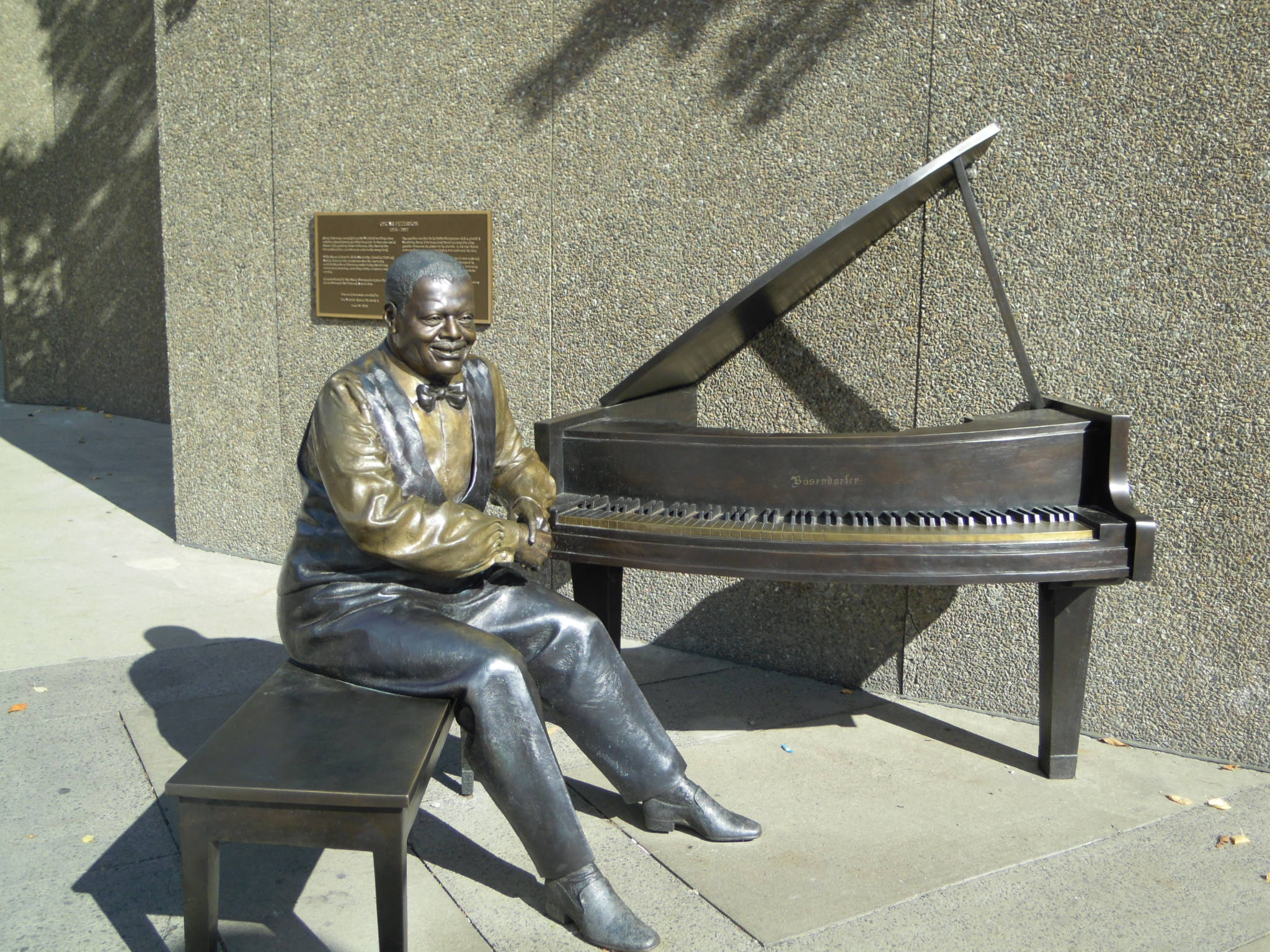

(pinchar sobre la imagen para agrandar) 
- La estatua del pianista   Glenn Gould, en Toronto. Sentado sobre un banco, la escultura en bronce está instalada frente al edificio de la CBC en Toronto

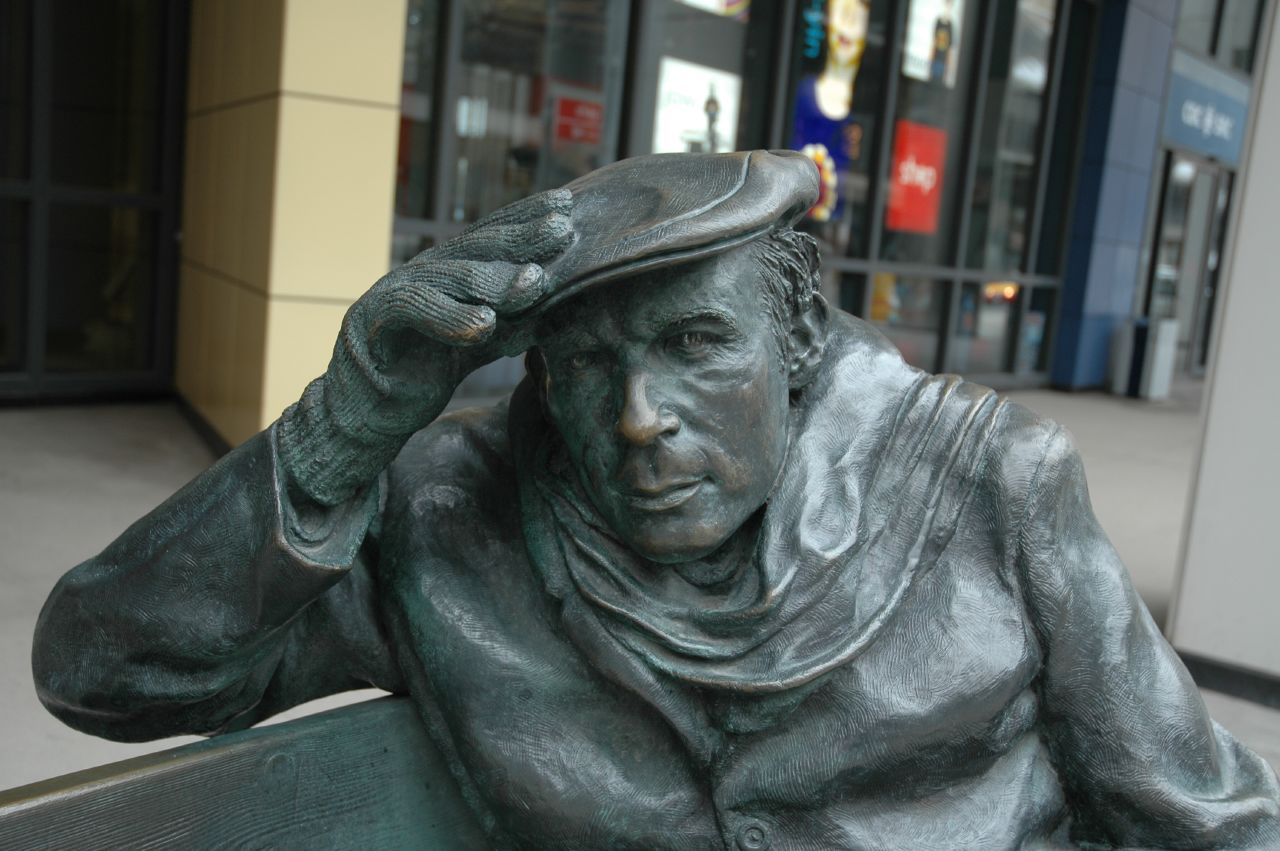
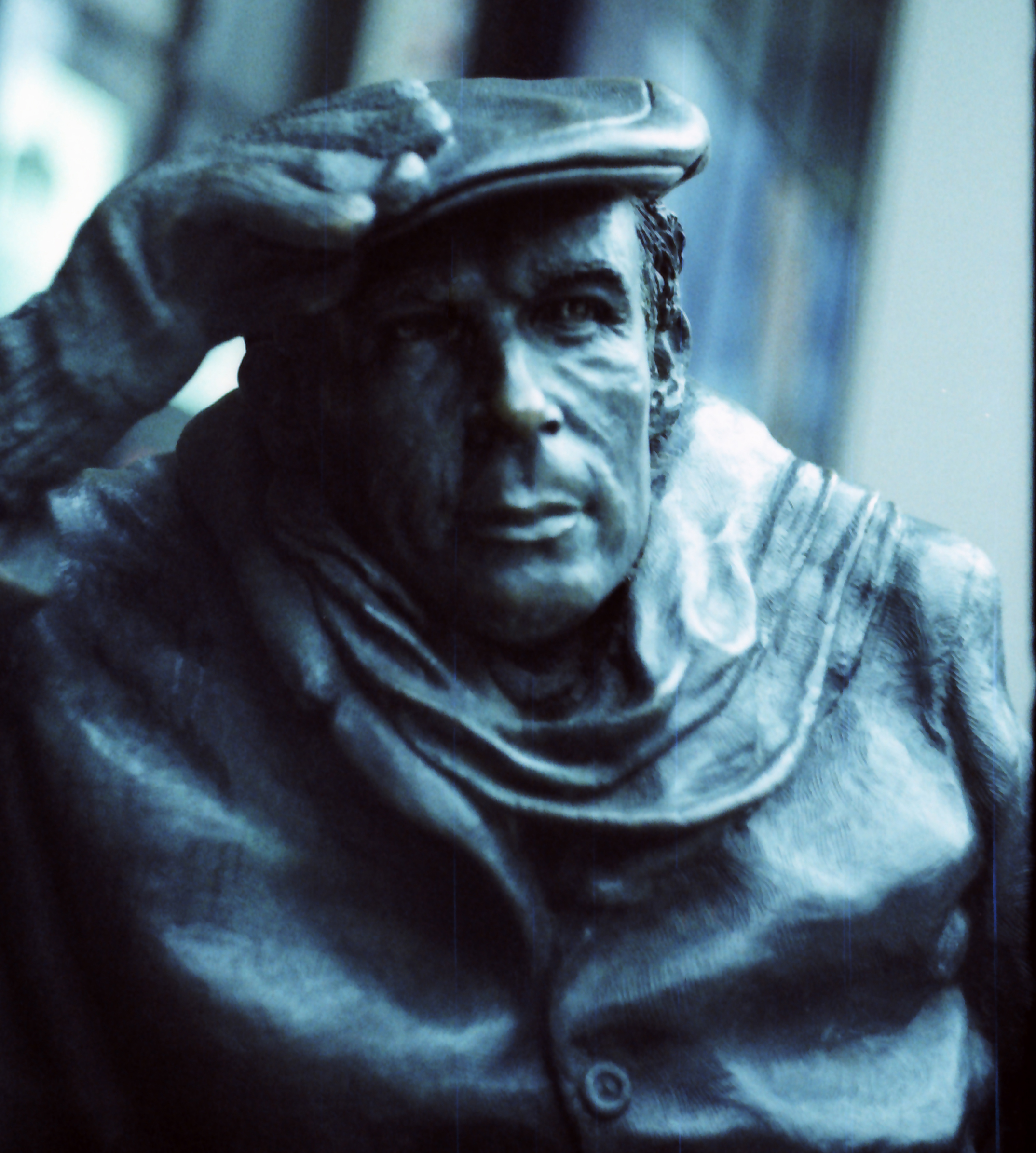
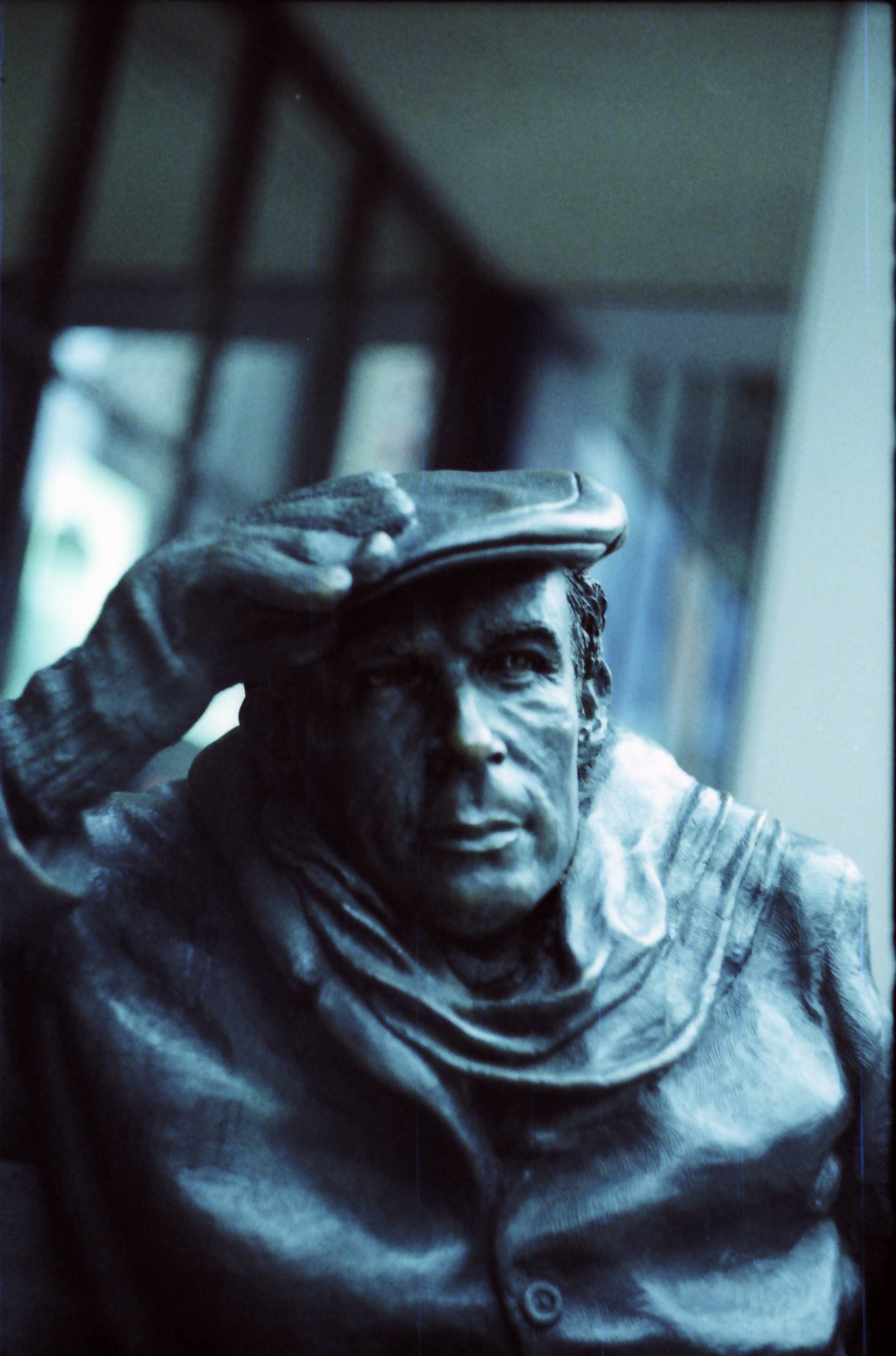

- La escultura en bronce del primer ministro William Lyon Mackenzie King de joven. Localizada frente a la colegiata Waterloo de Kitchener y de la Escuela Vocacional.